# Macarie Radul
Macarie Mihailovici Radul (în rusă Макарий Михайлович Радул; n. 4 septembrie 1910, Martonoșa, gubernia Herson, Imperiul Rus – d. 2 mai 1971, Chișinău, RSS Moldovenească, URSS) a fost un geograf moldovean, care a fost ales ca membru titular al Academiei de Științe a Moldovei.

## Biografie
A fost candidat în științe geografice și docent. La inițiativa sa, a fost înființată la 30 octombrie 1938 Facultatea de Geografie a Universității de Stat din Tiraspol. În perioada decembrie 1939 - septembrie 1940, Radul a fost director al Institutului pedagogic din Tiraspol.
După reocuparea Basarabiei de către URSS, Macarie Radul a fost numit în funcția de comisar al poporului pentru învățământ al RSSM, de unde a fost trecut în noiembrie 1944 în funcția de vicepreședinte al Consiliului de Miniștri al RSSM.
Macarie Radul a fost inițiator al proiectului înființării Universității Naționale a RSS Moldovenești, în baza Institutului Pedagogic din Chișinău și având în componența sa 9 facultăți și 30 catedre. În anul 1944, el a raportat la ședința biroului C.C al P.C. (b) al Moldovei că este absolut necesară înființarea unei instituții superioare de tip universitar pentru a asigura formarea unei intelectualități naționale care să ocupe diferite funcții administrative, politice, de cultură și ideologice.
Ca urmare a deciziei din 11 martie 1946 a Guvernului URSS de a organiza la Chișinău Baza de cercetări științifice a Academiei de Științe a URSS, la data de 12 iunie 1946 Consiliul de Miniștri al RSSM și Biroul CC al PC (b) din Moldova au adoptat Hotărârea nr. 583 „Cu privire la crearea Bazei Moldovenești de cercetări științifice a Academiei de Științe a URSS în orașul Chișinău”. Macarie Radul a fost numit în funcția de director adjunct al Bazei, funcție pe care a îndeplinit-o până în anul 1947.
În anul 1947, Macarie Radul devine membru al Biroului CC al PC(b) M, apoi în anul 1949 este promovat în funcția de secretar al CC al PC(b) M pentru agitație și propagandă. În anul 1951, a fost eliberat din funcție fiind acuzat de apărarea „naționaliștilor”, conform istoricului Naum Narțov, care a scris un curs de istorie a Moldovei, în care Rusia și rușii, deși cu anumite rezerve, erau prezentați ca ocupanți. La data de 20 mai 1960, a fost creat Institutul de Economie, devenind primul său director.
Prin hotărârea Guvernului RSSM din 1 august 1961, Macarie Radul a fost desemnat membru corespondent al Academiei de Științe a RSS Moldovenești.
La data de 6 martie 1965, a fost numit director al nou-înființatei Secții de Geografie a Academiei de Științe a RSS Moldovenești, astăzi Institutul de Geografie al Academiei de Științe a Republicii Moldova. A îndeplinit această funcție până la decesul său, survenit în anul 1971.

## Legături externe
- ru  Радул Макарий Михайлович la Справочник по истории Коммунистической партии и Советского Союза 1898 - 1991